# Півтінь
Півті́нь — слабо освітлений простір між ділянками повної тіні і повного світла. 
В оптиці розглядається той випадок, коли півтінь утворюється за непрозорим тілом при освітленні його джерелом світла, розміри якого співмірні з розмірами тіла і з відстанню між джерелом і тілом. Півтінь являє собою периферію (зовнішню частину) в затемненій ділянці. У ділянці півтіні видно тільки частину джерела світла. Цим вона відрізняється від повної тіні (з якої зовсім не видно джерело світла),  і від освітленої зони (з якої джерело видно повністю)
Півтінь (зовнішню частину тіні) від небесного тіла можна спостерігати, наприклад, при частковому затемненні Сонця, коли точка спостереження потрапляє в півтінь, утворену Місяцем, в потоці сонячного світла.

## Утворення півтіні

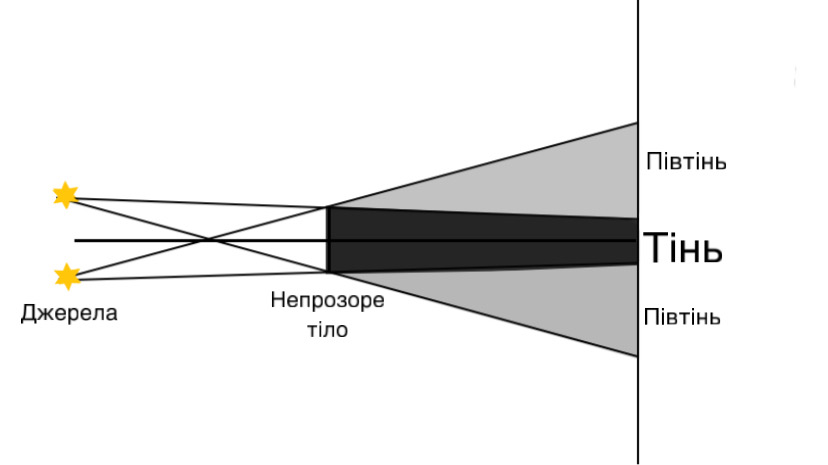
Утворення півтіні від двох точкових джерел світла

Між  кількома точковими джерелами світла (або одним протяжним джерелом) та екраном знаходиться непрозора перешкода. Будуємо прямі лінії від кожного з джерел (або країв протяжного джерела) через краї перешкоди до екрану. Область, де накладаються тіні від всіх джерел, називають абсолютною тінню. Область, куди від одного джерела потрапляє світло, а інше утворює тінь, є частково освітленою, тобто, там спостерігаємо півтінь.

## Інші значення слова
В образотворчому мистецтві, зокрема у фотографії, під півтінню розуміють не стільки простір, скільки ділянку поверхні тіла як елемент світлотіні — слабка тінь, градація світлотіні на поверхні предмета, що займає проміжне положення між світлом і глибокої тінню. Півтінь виникає в тому випадку, коли об'єкт освітлений декількома джерелами світла на поверхні, повернутої до джерела світла під невеликим кутом.
У повсякденній мові півтінню може називатися будь-яка негуста (слабка, прозора, бліда) тінь, що виникає при слабкому освітленні.